# وایلد سوان
وایلد سوان (به انگلیسی: Wylde Swan) یک کشتی است که طول آن 63 m و ارتفاع آن 43 m می‌باشد. این کشتی در سال ۲۰۱۰ ساخته شد.